# Zaglossus hacketti
Zaglossus hacketti är en utdöd däggdjursart som beskrevs av den australiske paleontologen Ludwig Glauert, 1914. Arten ingick i släktet långnäbbiga myrpiggsvin och familjen myrpiggsvin.
Fynd av Z. hacketti har gjorts i delstaten Väst-Australien, i Australien. Djuret var nästan en meter lång, en halvmeter hög och vägde ungefär 30 kilogram. Det gör arten till det största kloakdjuret genom tiderna. 

## Fynd
Endast ett fåtal benfynd föreligger. Det är därför osäkert om arten faktiskt tillhör släktet Zaglossus. Några av fynden har skador som tyder på att djuret jagades av människor.